# Feliz Navidad (singolo José Feliciano)

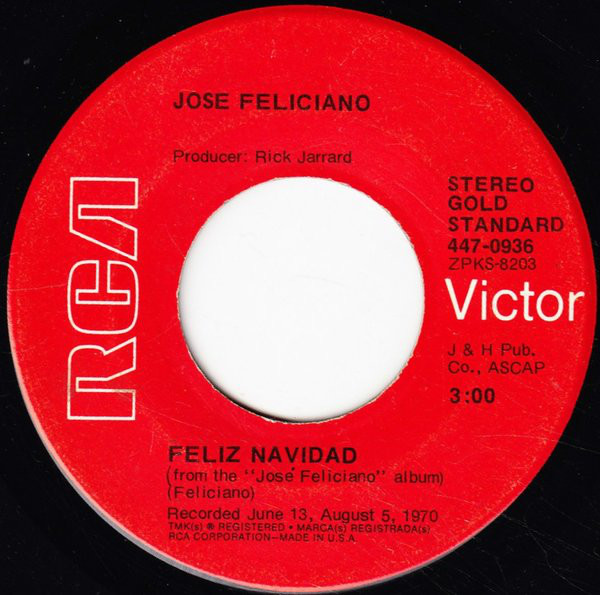
Copertina del singolo

Feliz Navidad è una canzone pop-natalizia, scritta e cantata da José Feliciano nel 1970.
Secondo la Sociedad Americana de Compositores, Autores y Editores, la canzone occupa il 15º posto tra le canzoni natalizie più popolari al mondo.  Nel 2010 è stata inserita nella lista Grammy Hall of Fame, ovvero la selezione delle canzoni più significative e importanti nella storia americana

## Descrizione
La canzone è un augurio di un “Felice Natale” e di un “Felice Anno Nuovo”, espresso dalle formule spagnole ¡Feliz Navidad! e ¡Próspero Año y Felicidad!. Gli auguri di un “Buon Natale” vengono poi espressi, nella parte finale della canzone, anche in inglese.
La melodia è allegra e spagnoleggiante.

## Cover
La canzone è diventata un brano quasi tradizionale ed è stata interpretata anche da altri cantanti, tra i quali: Michael Bublé, i Boney M  (Christmas album, 1981), Céline Dion, Chicago, The Cheetah Girls, Al Bano e Romina Power (Weihnachten bei uns zu haus, 1990), David Hasselhoff, Demis Roussos (Christmas with Demis Roussos, 1991), Butch Helemano (A reggae Christmas, 1992), Glenn Medeiros (The Glenn Medeiros Christmas Album, 1993),  i Tre Tenori (Christmas, 2000), Matteo Brancaleoni, Kevin McHale (Glee), Tarja Turunen, Il Volo,  Laura Pausini (2016), Gwen Stefani (You Make It Feel like Christmas. 2018), Raffaella Carrà (Ogni volta che è Natale, 2018).

## Classifiche

### Classifiche settimanali
| Classifica (2019-23) | Posizione massima |
| -------------------- | ----------------- |
| Australia            | 19                |
| Canada               | 9                 |
| Germania             | 9                 |
| Italia               | 2                 |
| Lussemburgo          | 13                |
| Nuova Zelanda        | 8                 |
| Stati Uniti          | 6                 |
| Sudafrica            | 92                |
| Svizzera             | 4                 |

### Classifiche di fine anno
| Classifica (2024) | Posizione |
| ----------------- | --------- |
| Austria           | 57        |